# Lucio Papirio Crasso (tribuno consolare 382 a.C.)
Lucio Papirio Crasso  (in latino Lucius Papirius Crassus; fl. IV secolo a.C.) è stato un politico e militare romano.

## Tribunato consolare
Nel 382 a.C. fu eletto tribuno consolare con Spurio Papirio Crasso, Gaio Sulpicio Camerino, Servio Cornelio Maluginense, Quinto Servilio Fidenate e Lucio Emilio Mamercino.
Lucio e Spurio comandarono le legioni romane che sconfissero gli abitanti di Velletri e i contingenti dei Prenestini, giunti per aiutarli.
Nel 376 a.C. fu eletto tribuno consolare per la seconda volta.